# Навесная переправа

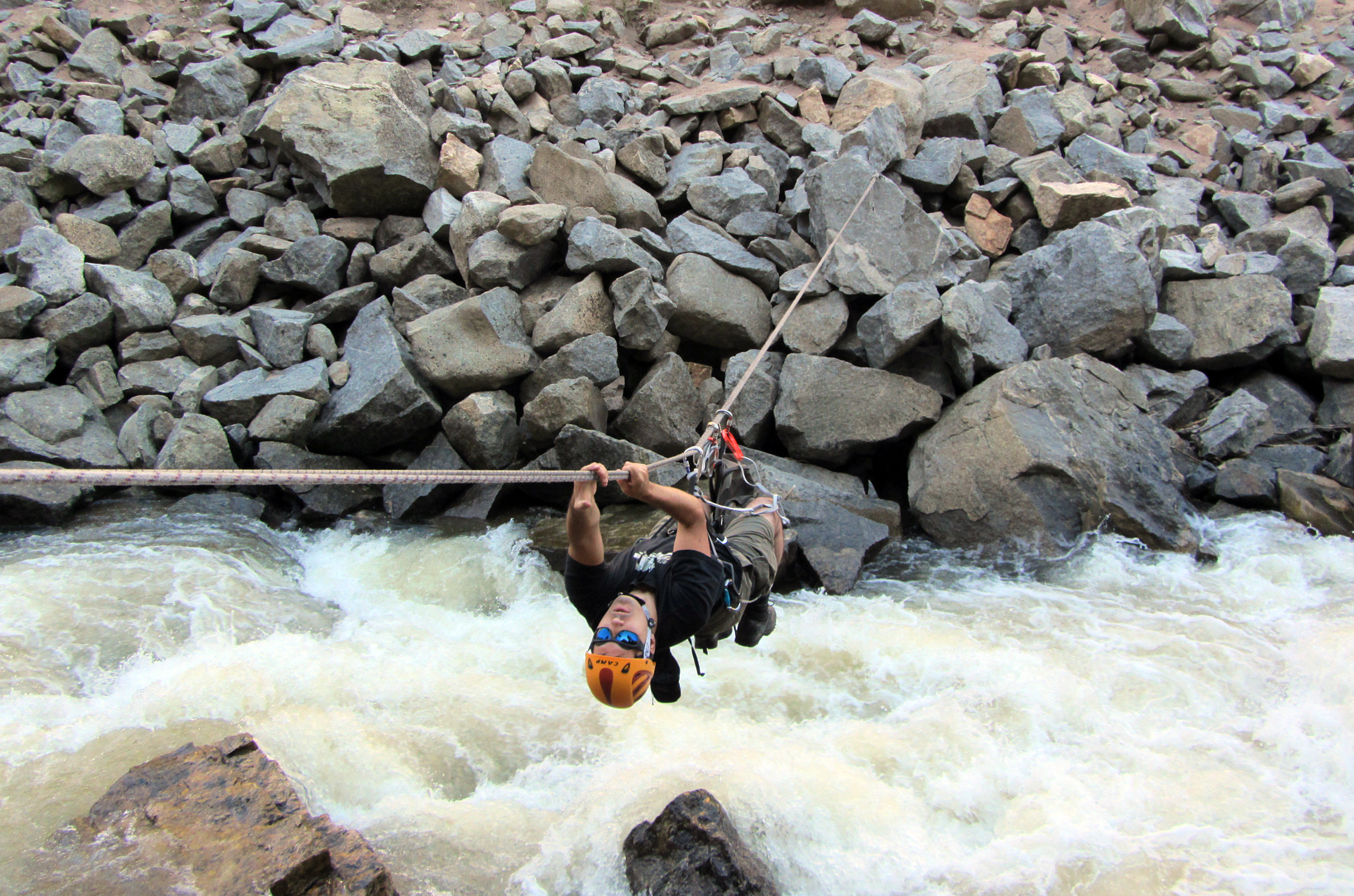
Навесная переправа из статических основной и страховочной верёвок через горную реку

Навесна́я перепра́ва (подвесна́я перепра́ва, перепра́ва) в спортивном туризме — метод преодоления протяжённых препятствий (рек, каньонов, ущелий) при помощи альпинистской верёвки, закреплённой между двумя опорами (деревьями) по разные стороны от препятствия.

## Организация переправы
Переправа первого участника
При устройстве навесной переправы важно найти способ переправить на другой берег (сторону ущелья) первого участника группы. Его задача состоит в том, чтобы надёжно закрепить один из концов основной верёвки на другом берегу, называемой «транспортной». Для устройства съёмной переправы при закреплении основной верёвки необходимо использовать узлы, которые могут быть развязаны под нагрузкой (штык, штык со шлагом, обычно завязывают 3 полуштыка с контрольным узлом).
Натяжение основной верёвки

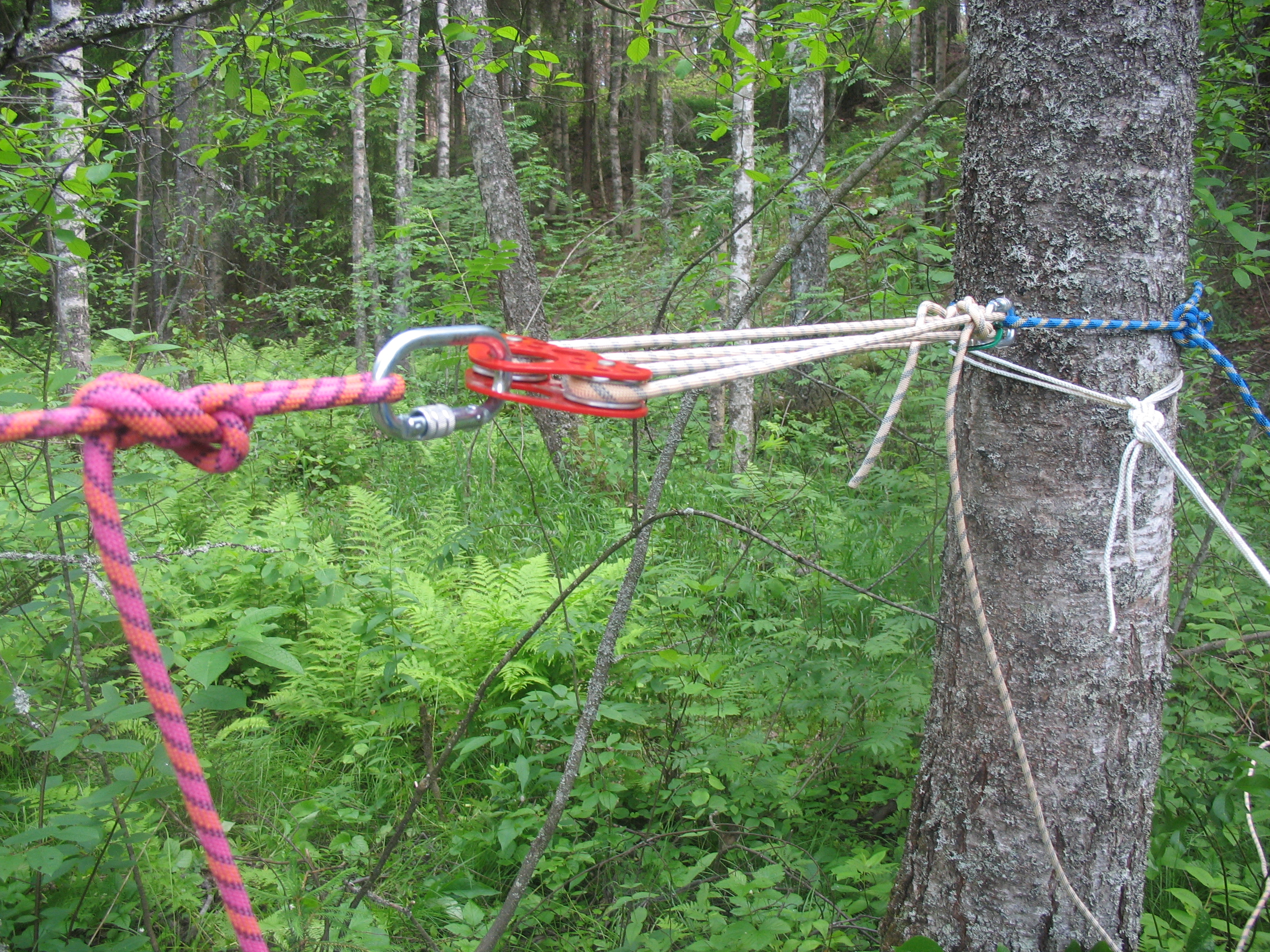
Натяжение основной верёвки при помощи полиспаста

После закрепления основной верёвки на целевом берегу задача остальной группы состоит в том, чтобы как можно сильнее натянуть основную верёвку. В полевых условиях для этой цели используют сборные блоковые конструкции (полиспаст, мини-полиспаст), позволяющие в несколько раз увеличить силу натяжения. Натянутую верёвку оборачивают вокруг опоры и закрепляют за саму себя при помощи карабина так называемым «карабинным» узлом. После этого все вспомогательные приспособления снимают.
Переправа группы
Переправу участников группы производят строго по одному. Первым переправляется самый тяжёлый участник. Если оказывается, что глубина провисания основной верёвки — недопустима (например, участник касается воды), он возвращается назад, и верёвку натягивают повторно. Для надёжности рекомендуют использовать поясную и грудную обвязки, которые пристёгивают к основной верёвке. Для защиты от перетирания основной верёвки целесообразно использовать блоки. При помощи транспортных верёвок участники, находящиеся на берегах, могут помогать переправляющимся, а также переправлять с берега на берег личные вещи и снаряжение.
Снятие переправы
Последним переправляется самый опытный участник. Он привязывает ходовой конец транспортной верёвки к карабину (точнее, к петле узла «восьмёрка» — это принципиально важно), обеспечивающему крепление основной верёвки на опоре. Когда переправа — завершена, основную верёвку отвязывают от опоры на целевом берегу и при помощи транспортной верёвки вытягивают за карабин вокруг опоры на берегу отправления.

## Правила безопасности
При переправе через водные преграды настоятельно рекомендуют использовать каску и спасжилет. Также нередко используют дополнительную страховочную верёвку, способную удержать участника в случае обрыва основной. В этом случае страховочную верёвку натягивают по тем же правилам, что и основную.